# ハムステッド
ハムステッド(Hampstead)は、ロンドン北部カムデン・ロンドン特別区にある地区。区内の北端にあり、ロンドンの北郊広大な公園ハムステッド・ヒースとハムステッド・ハイ・ストリートを中心とした緑の多い地区。
古くから文人が多く住み、現在も高級住宅地として知られる。ヒースの南側には、詩人のジョン・キーツが一時期住んだ家が記念館として公開されているほかに、画家ジョン・コンスタブル、作家D・H・ローレンス、ジョージ・オーウェル、ドイツのダダイスト、ジョン・ハートフィールドなどのゆかりの家もある。
フロイト博物館と タビストック・クリニックの位置である。

## 歴史
ハムステッドは17世紀末頃から18世紀にかけて、鉱泉が有名になった。ケンウッド・ハウスは17世紀ハムステッド・ヒースの北端に建ってられた。

## 交通
ロンドン地下鉄・ノーザン線のハムステッド駅など

## 主なハムステッド出身者

### 音楽およびバレエ
- アーサー・ブリス（作曲家）
- アルフレート・ブレンデル（ピアニスト）
- クララ・バット（オペラ歌手）
- エドワード・エルガー（作曲家）
- ジャクリーヌ・デュ・プレ（チェロ奏者）
- マリアンヌ・フェイスフル（シンガーソングライター）
- キャスリーン・フェリア（オペラ歌手）
- リアム・ギャラガー（オアシスのメンバー）
- ニック・メイソン（ピンク・フロイドのメンバー）
- ユーディ・メニューイン（バイオリニスト）
- アンナ・パブロワ（バレリーナ）
- セシル・シャープ（作曲家）
- スラッシュ（ミュージシャン）
- ハリー・スタイルズ（ワン・ダイレクション元メンバー）
- サム・スミス（シンガーソングライター）